# Käte Müller-Lisowski
Käte Müller-Lisowski (geborene Katharina Müller, * 4. Oktober 1883 in Arnswalde; † 30. März 1960 in Birmingham, Vereinigtes Königreich) war eine deutsche Keltologin und Übersetzerin.

## Leben und Werk
Katharina (genannt: Käte) Müller wurde in Arnswalde in der Neumark geboren. Die Familie zog in den 1890er Jahren nach Guben. Kurz nach dem Jahrhundertwechsel begann sie, vergleichende Sprachwissenschaften an den Universitäten Jena, Berlin, an der Sorbonne in Paris, Oxford und London zu studieren. Schon früh legte sie ihren Schwerpunkt auf die Irische Sprache. Während ihres Studienaufenthalts in London überlegte sie, dort zu bleiben, kehrte aber 1914 mit dem Ausbruch des Ersten Weltkrieges nach Berlin zurück, wo sie Schülerin von Julius Pokorny war. Sie wurde 1923 mit der Dissertation Die Johanneslegende im Irischen und der Druide Mog Ruith an der Universität Wien promoviert. 1920 und 1923 gab sie die Irischen Volksmärchen heraus.
Sie heiratete 1920 in Oranienburg den Klempner und SPD-Aktivisten Friedrich Wilhelm Lisowski und lebte mit diesem in der Obstbau-Siedlung Eden in Oranienburg. 1922 wurde ihr Sohn Frederick Peter Müller-Lisowski geboren. 1933 erlebten sie erste Repressionen. Der Sohn wurde 1936 auf ein Internat im County Waterford geschickt. Die Eltern wanderten 1937 nach Cabinteely, Irland, aus. Kurz nach 1954 zog die Familie nach Birmingham, wo Käte Müller-Lisowski auch starb.

## Veröffentlichungen
- Irische Volksmärchen. Gesammelt und herausgegeben von Douglas Hyde u. a. Verdeutscht von Käte Müller. Rowohlt, Berlin 1920.
- Die Geschichte des Nuada Find Femin. In: Zeitschrift für Celtische Philologie 13, 1921, S. 145–163.
- Texte zur Mog Ruith Sage. On: Zeitschrift für Celtische Philologie 14, 1923, S. 145–163.
- Irische Volksmärchen. Diederichs, Jena 1923, 15. Auflage 1996.
- Volkslieder aus dem Irischen und Dänischen. Adolf Klein, Leipzig 1932.
- La légende de St Jean dans la tradition irlandaise et le druide Mog Ruith. In: Études Celtiques 3, Juni 1938, S. 46–70.
- Contributions to a study in Irish Folklore: Traditions about Donn. In: Béaloideas 18, 1950, S. 142–199.
- Nicknames and namesakes, reflecting old relationships between ancient Ireland and Iceland. In: Journal of the County Kildare Archaeological Society 13, 1950–1952, S. 150–155.